# Honeymoon (пісня)
«Honeymoon» — сингл з четвертого студійного альбому Honeymoon американської співачки Лани Дель Рей, випущений 14 липня 2015 в мережі YouTube. Авторами треку є сама співачка та Рік Ноуелс. Продюсував трек Кіерон Мензіес. Пісня була записана в 2015 році на студії звукозапису The Green Building в Санта-Моніці.

## Передісторія
Дель Рей підтвердила назву свого альбому в інтерв'ю Billboard 6 січня 2015 року. До офіційного випуску текст композиції потрапив у лірик-бук Лани Дель Рей, придбати який міг кожен у рамках турне The Endless Summer Tour на підтримку альбому Ultraviolence.
У червні 2015 в соціальній мережі Instagram був активований офіційний акаунт альбому, який на даний момент (липень 2022) має більш ніж 2 мільйони підписників. Так само в середині червня в акаунті Лани Дель Рей протягом місяця публікувалися уривки нового кліпу на пісню «Honeymoon», який на той момент ще не вийшов. Шанувальники співачки, переглянувши місячний календар розрахували, що можливо співачка випустить пісню і альбом 2 липня 2015, але цього не сталося. 
6 липня 2015  відео з прем'єрною піснею на YouTube було заблоковано на день у зв'язку з порушенням авторських прав компанії UMG. Потім відео розблокували. 

## Музичне відео
14 липня 2015 року лана випустила лірик-відео на пісню «Honeymoon» на своєму особистому YouTube-акаунті. Воно містило короткі уривки з реального музичного відео. Повне офіційне музичне відео на пісню було знято Франческо Карроцціні, але воно ніколи не було офіційно оприлюднено.
2 квітня 2016 року Дель Рей пояснила у своєму акаунті в Instagram, що відео було відкладено, оскільки вона вважала, що воно занадто нецікаве і в ньому «нічого не відбувається».
Повне офіційне музичне відео просочилося на YouTube-канал Тейлора Секмана 27 грудня 2015 року, але було виявлено лише 24 червня 2016 року, коли посиланням поділився фанат.

## Учасники створення
Дані про учасників запису вказані в буклеті альбому Honeymoon.
- Лана Дель Рей – вокал, авторка, продюсер
- Рік Ноуелс – акустична гітара, орган, мелотрон, синтезатор.
- Кієрон Мензієс – продюсер, зведення.
- Ніл Крюг – обкладинка пісні.
- Патрік Воррен – струнні, ефекти синтезатора.
- Curt Biscura (англ.) – барабани.